# Washington County (Pennsylvania)
 Der er flere lokaliteter med dette navn, se Washington County.
Washington County er et county beliggende i den syd-vestlige del af den amerikanske delstat Pennsylvania. Hovedbyen er Washington, og på den vestlige side grænser det op til West Virginia. I 2010 havde countiet 207.820 indbyggere. Det er opkaldt efter USA's 1. præsident George Washington.

## Geografi
Ifølge United States Census Bureau er Washingtons totale areal på 2.230 km², hvoraf de 10 km² er vand. 

### Grænsende counties
- Beaver County (nord)
- Allegheny County (nordøst)
- Westmoreland County (øst)
- Fayette County (sydøst)
- Greene County (syd)
- Marshall County,, West Virginia (sydvest)
- Ohio County, West Virginia (vest)
- Brooke County, West Virginia (vest)
- Hancock County, West Virginia (nordvest)